# La Vie de Jésus (film)
Pour les articles homonymes, voir Vie de Jésus.
Pour plus de détails, voir Fiche technique et Distribution.
La Vie de Jésus est un film dramatique français réalisé par Bruno Dumont, sorti en 1997.

## Synopsis
Le film raconte la vie de Freddy, jeune chômeur qui vit chez sa mère à Bailleul. Son existence est perturbée par l'irruption de Kader, qui va séduire sa petite amie, Marie.

## Fiche technique
- Titre original : La Vie de Jésus
- Réalisation : Bruno Dumont
- Scénario : Bruno Dumont
- Musique : Richard Cuvillier
- Photographie : Philippe Van Leeuw
- Montage : Yves Deschamps et Guy Lecorne
- Décors : Frédérique Suchet
- Costumes : Nathalie Raoul	et Isabelle Sanchez
- Production : Rachid Bouchareb	et Jean Bréhat
- Sociétés de production : 3B Productions, Norfilm, Centre régional de ressources audiovisuelles (CRRAV)/Pictanovo Nord-Pas-de-Calais
- Pays de production :  France
- Langues originales : français et arabe
- Genre : drame
- Durée : 1 heure 37
- Dates de sortie : 
  - France : 4 juin 1997
  - Belgique : 17 décembre 1997

## Distribution
- David Douche : Freddy, un jeune chômeur de Bailleul
- Marjorie Cottreel : Marie, une caissière de supermarché, dont Freddy est amoureux
- Geneviève Cottreel : Yvette, la mère de Freddy qui tient un café à Bailleul
- Kader Chaatouf : Kader
- Sébastien Delbaere : Gégé
- Sébastien Bailleul : Quinquin
- Samuel Boidin : Michou
- Steve Smagghe : Robert
- Suzanne Berteloot : l'infirmière
- Rachid Amenzou : l'ami de Kader
- Karim Alouache : le jeune du rond point
- Fu'ad Aït Aattou : le jeune rocker

## Distinctions
- Prix Jean Vigo 1997
- Sélectionné dans la section de la Quinzaine des réalisateurs au Festival de Cannes 1997
- Nommé au Grand prix de l'Union de la critique de cinéma 1998
- Palme d'or à la Mostra de Valence du cinéma méditerranéen 1997
- Prix de l'Aide à la Création de la Fondation Gan pour le Cinéma 1995
- En sélection au Festival des Busters 2017
- Prix Michel-Simon 1998 pour Marjorie Cottreel[1]